# Фольдерс
Фольдерс (нем. Volders) — коммуна в Австрии, в федеральной земле Тироль.
Входит в состав округа Инсбрук. Площадь коммуны составляет 32,42 км², население — 4497 человек (1 января 2021), плотность населения — 137 чел./км².

## Население
| Год  | Численность |
| ---- | ----------- |
| 1869 | 846         |
| 1889 | 883         |
| 1890 | 921         |
| 1900 | 1024        |
| 1910 | 1341        |
| 1923 | 1212        |
| 1934 | 1307        |
| 1939 | 1276        |
| 1951 | 1710        |
| 1961 | 1960        |
| 1971 | 2446        |
| 1981 | 2822        |
| 1991 | 3549        |
| 2001 | 4166        |
| 2011 | 4334        |
| 2021 | 4497        |

## Политическая ситуация
Бургомистр коммуны — Максимилиан Харб (местный блок) по результатам выборов 2004 года.
Совет представителей коммуны (нем. Gemeinderat) состоит из 17 мест.

Фольдерс - Volders
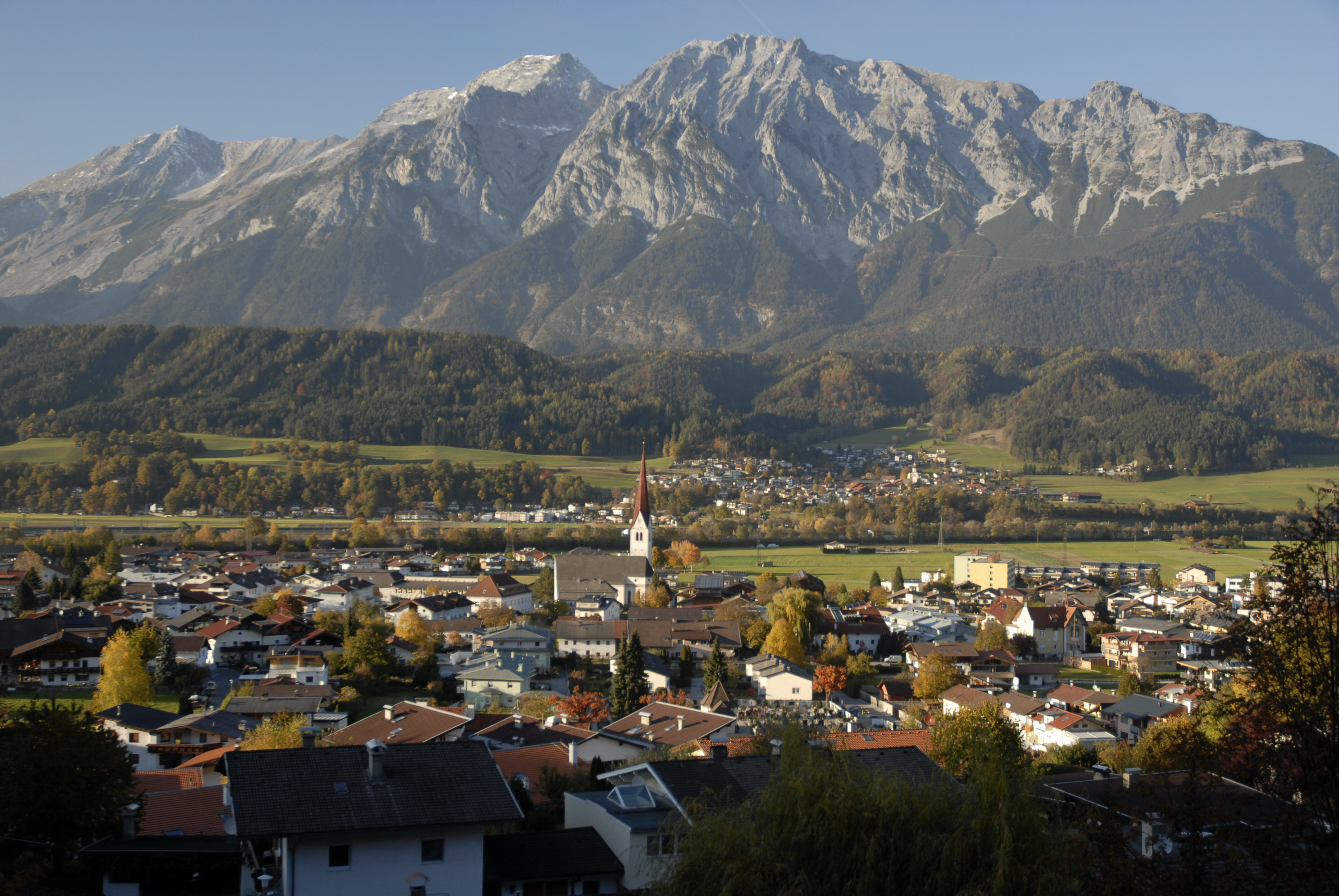
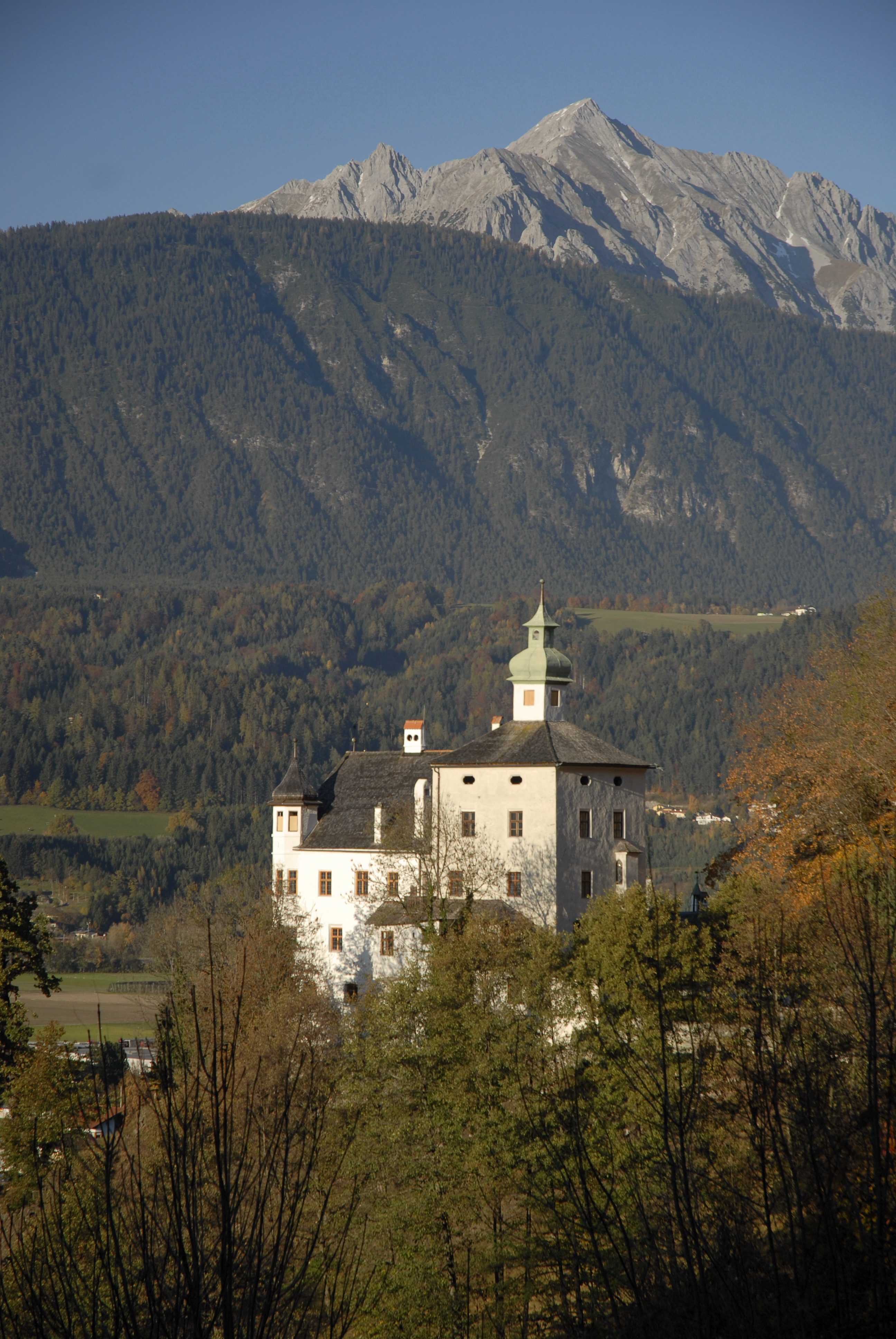
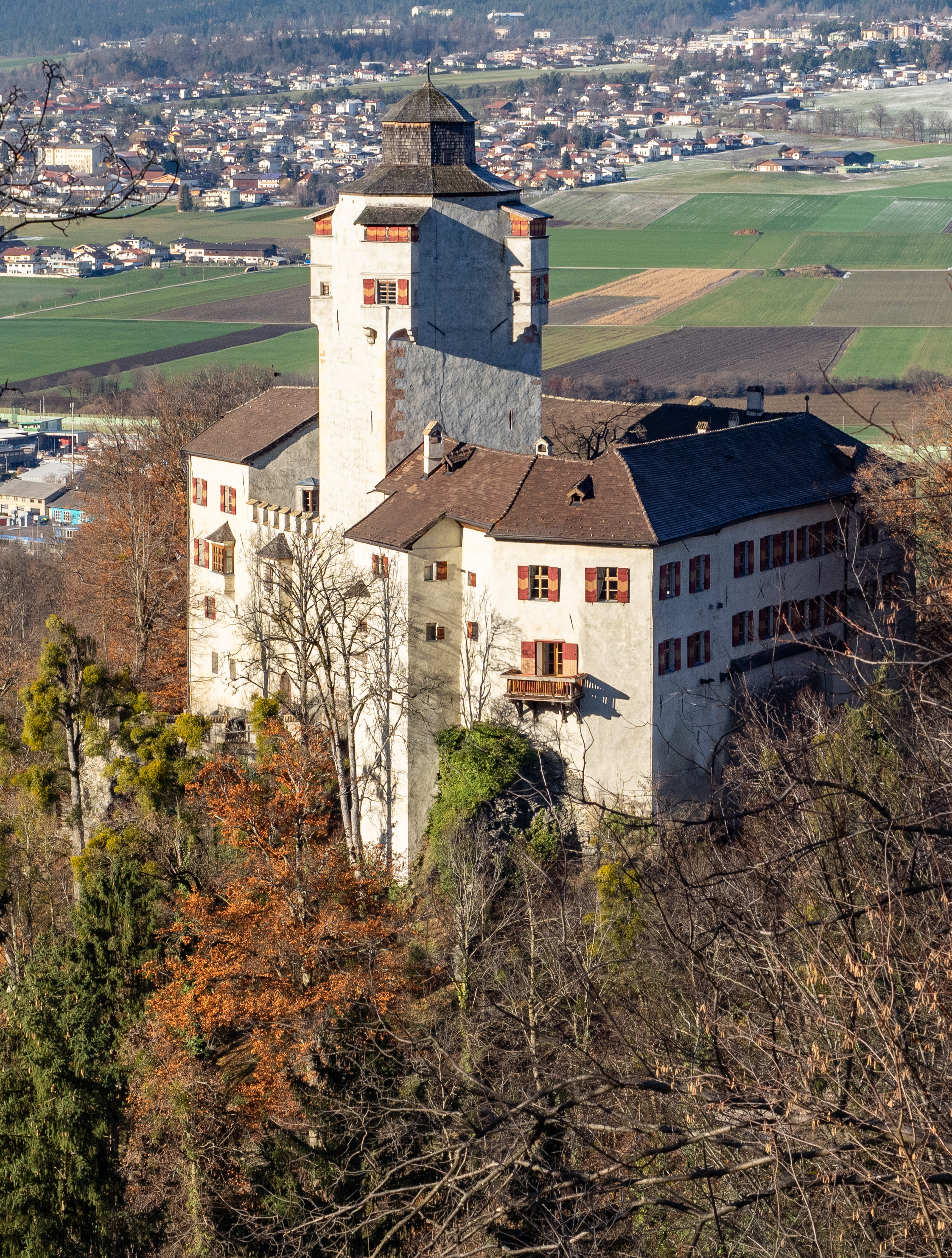
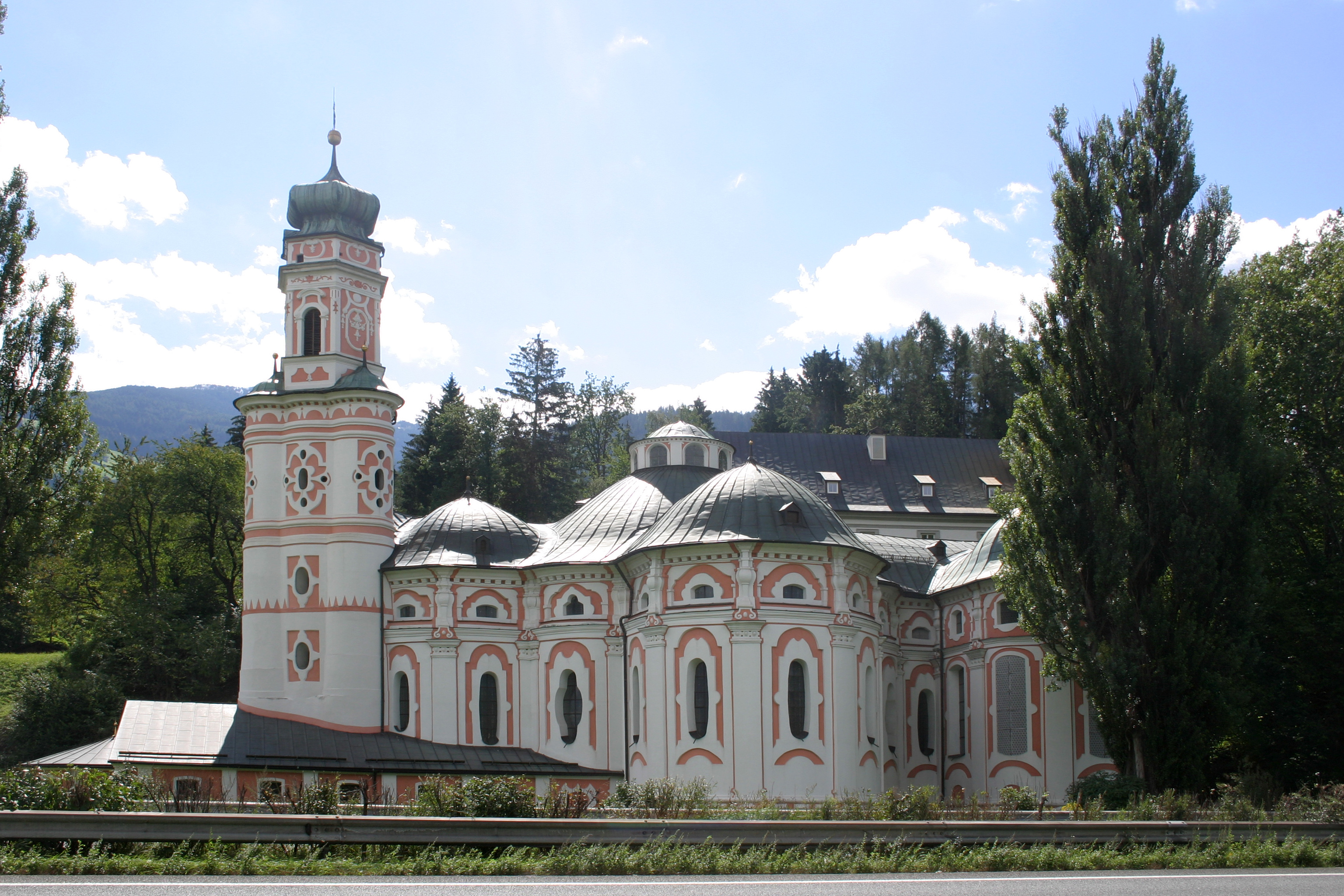
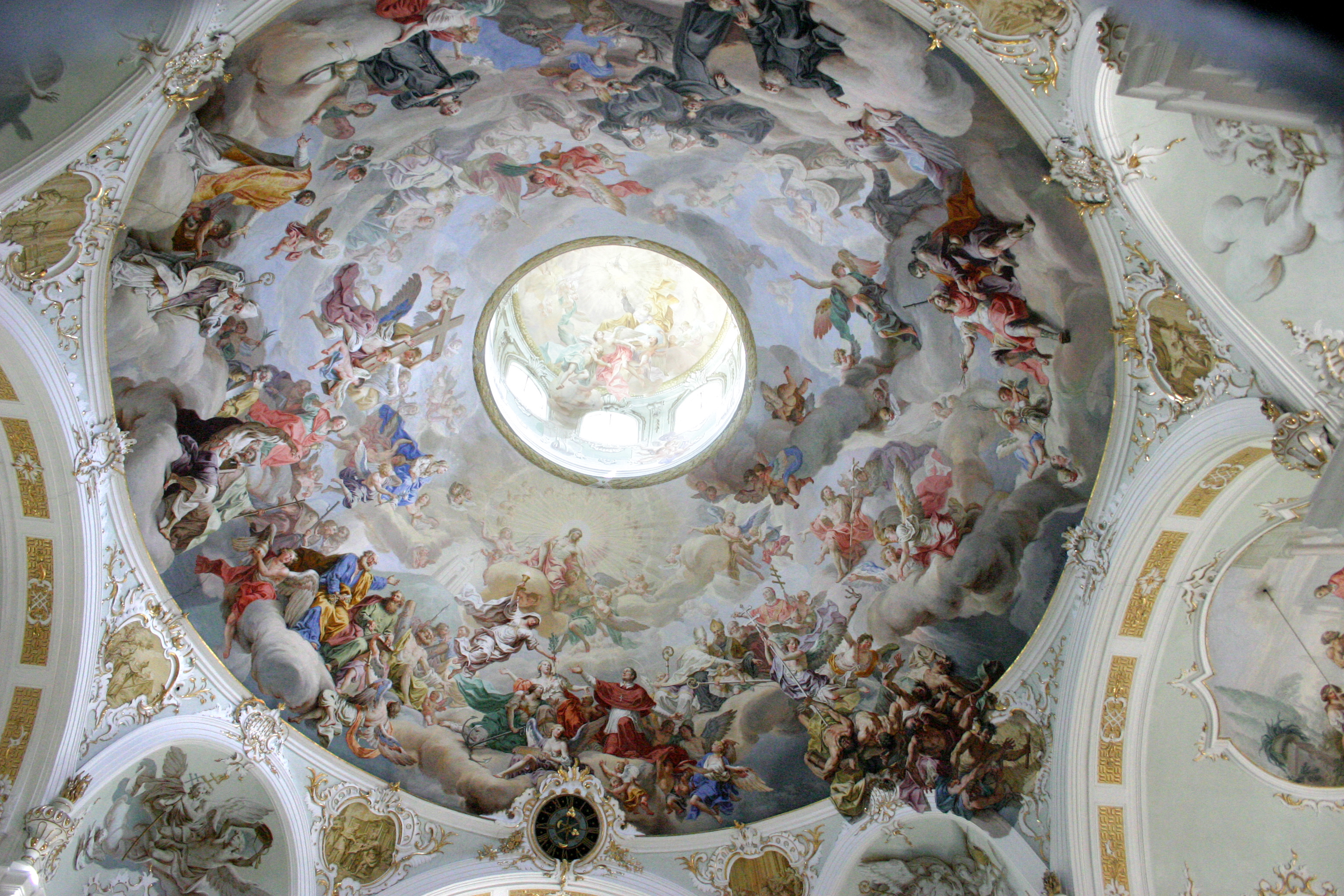
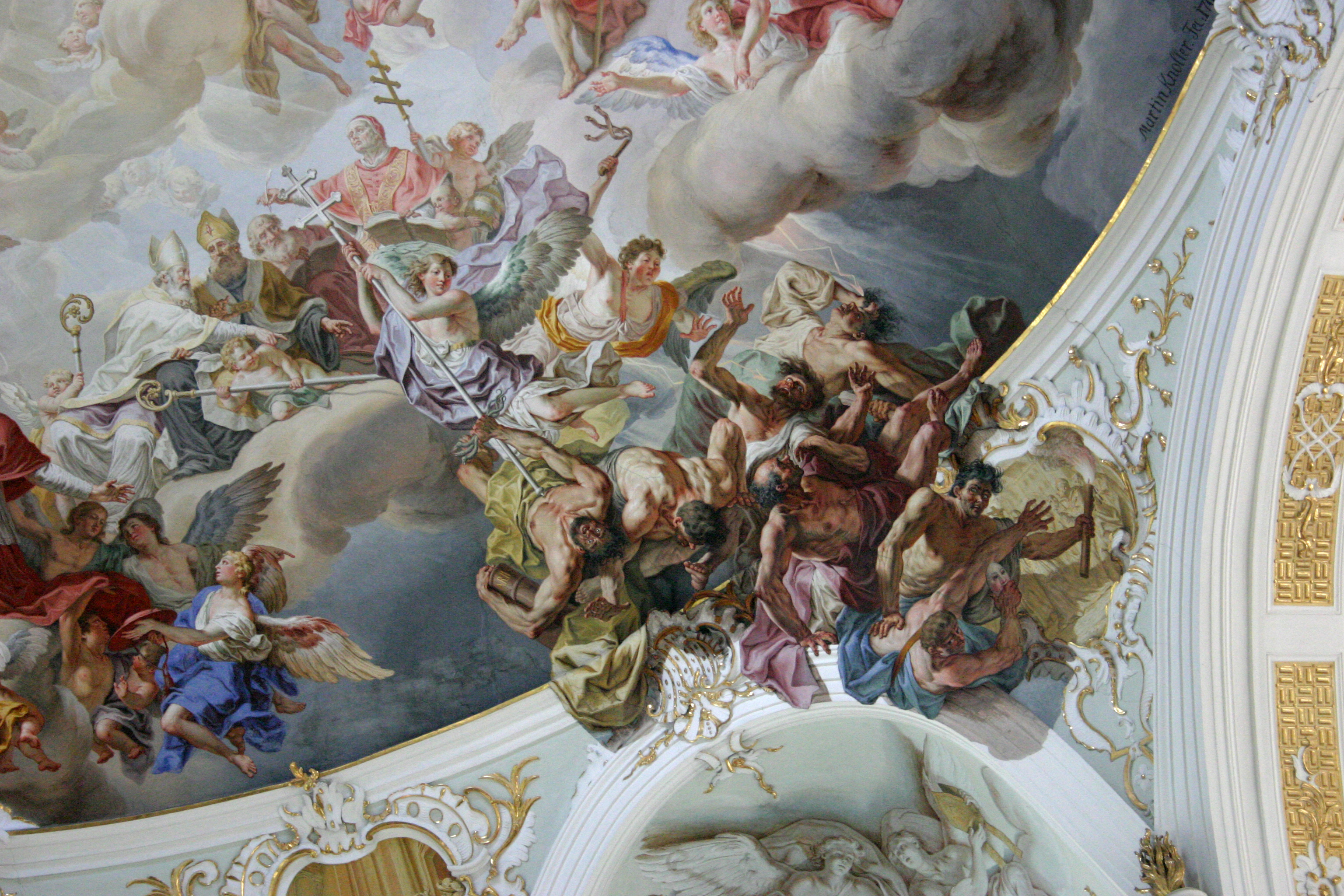